# Keats House
Keats House est une maison-musée dans une résidence qui a été habitée par le poète romantique John Keats. Elle est localisée à Keats Grove, à Hampstead aux abords du nord du centre de Londres. L'immeuble est à l'origine deux maisons mitoyennes semi-detached house et portait le nom de Wentworth Place. John Keats habitait une de ses deux maisons et l'autre était occupé par son ami Charles Brown de décembre 1818 à septembre 1820. Cette période est probablement sa période la plus productive. Selon Brown, "Ode à un rossignol" a été écrite sous un prunier dans le jardin.
Lors de son séjour dans cette maison, Keats tombe amoureux et se lie à Fanny Brawne, qui vivait avec sa famille dans la maison voisine. Keats est de plus en plus malade de la tuberculose et on lui conseille un climat plus chaud. Il quitte Londres en 1820 et meurt, sans se marier en Italie l'année suivante.
La maison est classée monument historique de classe grade I.

## Histoire de la maison

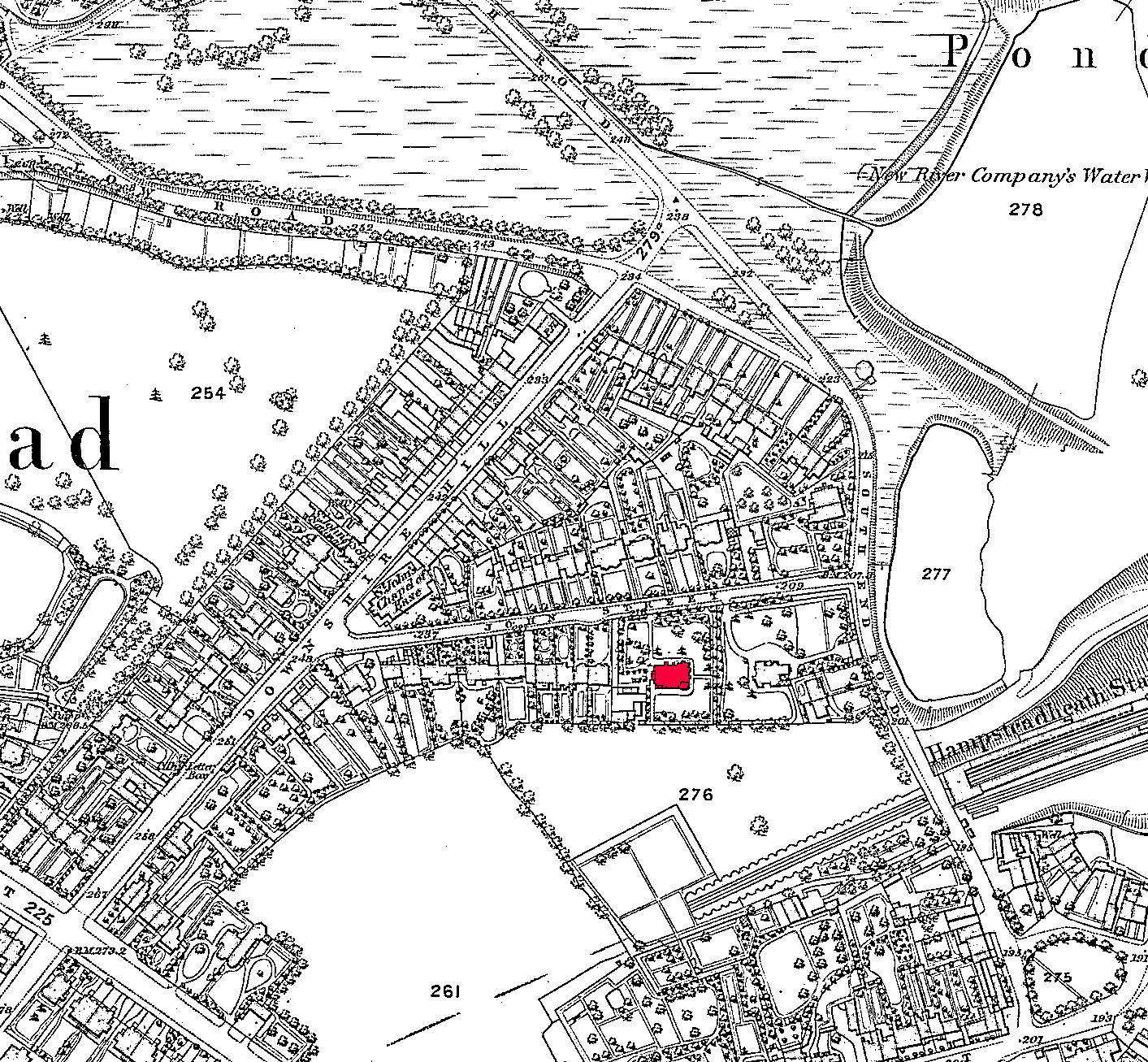
Keats Grove est alors désignée John Street sur une carte de 1866 de Londres. Wentworth Place (Keats House) est figurée en rouge.

La maison est construite en 1814-1815 et est probablement achevée entre novembre 1815 et février 1816. La maison est l'une des premières construites dans un quartier nommé Lower Heath Quarter.
En octobre 1816, Charles Wentworth Dilke et son ami Charles Brown emménage dans la maison. Les autres membres de la famille Dilke habitent dans deux autres maisons voisines. John Keats se rend pour la première fois dans la maison en 1817 après avoir été présenté à Dilke par John Hamilton Reynolds, qui appartenait au cercle d'ami de Leigh Hunt. En décembre 1818, après la mort de Tom le frère de John, de la tuberculose, Brown invite Keats à séjourner chez lui. Keats paie un loyer de cinq livres sterling et la moitié des factures de boisson chaque mois.
Dilke et sa famille partent le 3 avril 1819 et loue la maison à Mrs Brawne, une veuve, et sa famille qu occupent brièvement la partie de la maison de Brown lorsque Keats et Brown font une randonnée à pied en Écosse.
Brown cède sa part de Wentworth Place au père de Dilke le 18 juin 1822 avant de partir en Italie la même année.
Après la mort de Keats en 1821, sa sœur Fanny Keats devient amie avec Fanny Brawne. Fanny Keats et son mari Valentin Llanos occupent alors la partie de Brown de l'année 1828 à 1831. Mrs Brawne meurt en décembre 1829 d'un accident. En mars 1830, les Brawne partent.
Les deux maisons mitoyennes sont rassemblées en 1838–1839 et un atelier de dessin est ajouté. La maison est occupée de manière quasi-continue jusqu'au vingtième siècle quand elle est menacée de démolition. La maison est sauvée par une souscription et ouverte au public en tant que Keats Memorial House le 9 mai 1925.
Au cours du 19e siècle, plusieurs occupants sont notables comme le peintre et illustrateur Henry Courtney Selous (en) (1835–1838) ; Miss Chester (1838–1848), une ancienne actrice qui a été une favorite George IV, qui réunit les deux parties initiales et ajoute une salle à manger et une serre ; le fabricant de piano Charles Cadby (1858–1865) ; le médecin Dr William Sharpey (1867–1875) et pour terminer le Dr George Currey, directuer de la Charterhouse (1876).
Une plaque commémorative de la Royal Society of Arts, blue plaque est apposée sur la maison en 1896 en hommage à Keats.

## Musée
Le bâtiment voisin, dans l'enceinte de la maison, occupe l'espace où se trouvaient le potager et les dépendances ; c'était aussi le site d'un garage plus tard. Il a ouvert ses portes le 16 juillet 1931 en tant que «Keats Museum and Branch Library», abritant à la fois une bibliothèque publique et une salle d'exposition d'objets de la collection de la maison Keats. Certains de ces artefacts ont été donnés par les descendants de Charles Armitage Brown de New Plymouth en Nouvelle-Zélande, la ville dans laquelle Charles Brown a émigré à la fin de sa vie. La bibliothèque publique a fermé ses portes en mars 2012. Le bâtiment, qui appartient à la Keats House Trust a rouvert ses portes en avril 2012 sous le nom de "Ten Keats Grove". Une bibliothèque gérée par des bénévoles occupe en 2012 une partie du bâtiment.
Les objets exposés dans la maison comprennent notamment la bague de fiançailles que Keats a offert à Fanny Brawne et une copie du masque funéraire de Keats. Le musée organise régulièrement des événements poétiques et littéraires et propose une gamme de services éducatifs. En décembre 2006, il a été annoncé que la maison bénéficierait d'un programme de restauration financé en partie par une subvention de 424 000 £ du Fonds de la loterie du patrimoine. La Keats House a été fermée le 1er novembre 2007 et rouverte le vendredi 24 juillet 2009 avec six mois de retard.
Afin de soutenir le travail de la maison et de contribuer à son entretien, la Fondation Keats a été créée en tant que trust en novembre 2010.